# Сала (Екабпилсский край)
Са́ла (латыш. Sala) — населённый пункт в Латвии. Административный центр бывшего Салского края и Салской волости. Находится у автодороги P76 (Айзкраукле — Екабпилс) на берегу реки Сака (рукава Западной Двины). Расстояние до города Екабпилс составляет около 6 км.
По данным на 2015 год, в населённом пункте проживало 1517 человек. Есть краевая и волостная администрация, средняя школа, детский сад, дом культуры, библиотека, аптека. В застройке преобладают многоквартирные дома.

## История
В советское время населённый пункт был центром Салского сельсовета Екабпилсского района. В селе располагалась центральная усадьба совхоза им. XXV съезда КПСС.